# Mataplana (la Pedra)
Mataplana és una masia del poble de la Pedra, al municipi de la Coma i la Pedra, a la Vall de Lord (Solsonès).